# Henri Nallet
Pour les articles homonymes, voir Nallet.
Henri Nallet, né le 6 janvier 1939 à Bergerac (Dordogne) et mort le 29 mai 2024 à Paris,, est un homme politique français. Membre du Parti socialiste, il est maire de Tonnerre dans l'Yonne de 1989 à 1998, député de l’Yonne, ministre de l’Agriculture et ministre de la Justice. Il a présidé le Haut conseil de la coopération agricole et a été président de la Fondation Jean-Jaurès.

## Biographie

### Origines, études et carrière professionnelle
Fils d'un opticien, Henri Nallet est diplômé de l’institut d'études politiques de Bordeaux, dont il sort major en 1961. 
Dès l’année suivante, il part à Paris poursuivre ses études, et obtient une licence de droit public en 1962, puis un diplôme d’études supérieures de sciences politiques en 1966, avec un mémoire de recherche portant sur « L’agriculture de groupe ». En 1968, il obtient le certificat d'aptitude à la profession d’avocat.
Actif dans les mouvements de jeunesse, Henri Nallet est, dès 1961, permanent de la Jeunesse étudiante chrétienne (JEC), avant d’en être élu secrétaire général en 1963. Il est également, jusqu'en 1965, vice-président du Conseil français des mouvements de jeunesse, présidé alors par Pierre Mauroy. En désaccord avec la hiérarchie catholique, il quitte la direction de la JEC, poussé à la démission en 1964 par l'évêque Pirolley. Ce sera le point de départ d'une crise qui agitera le mouvement chrétien pendant plusieurs mois en 1965.
Il est au même moment un des fondateurs, avec Nicolas Boulte et André Senik, du Centre de recherche et d'intervention révolutionnaire, l'un des groupes de réflexion à l'origine de Mai 68 qui a servi de point de jonction entre les militants catholiques, protestants et athées et d'éditeur d'analyses politiques et sociales.
De 1966 à 1973, il est journaliste à l'hebdomadaire protestant Réforme et fait la connaissance de Pierre Encrevé, Jean Baubérot et plus tard de Pierre Joxe qui le convainc d’intégrer, en 1980, l’équipe de campagne de François Mitterrand.
C’est à cette époque qu’il épouse Thérèse Leconte, qui deviendra journaliste à Croissance des jeunes nations, et dont il aura un fils, Vincent.[réf. souhaitée]
Son intérêt pour le monde agricole et son expérience à la JEC le conduisent à devenir, en 1965, animateur à l’Institut de formation des cadres paysans (IFOCAP), association destinée à donner une formation supérieure à des agriculteurs exerçant des responsabilités dans les organisations professionnelles. La même année, il est appelé par les responsables de la Fédération nationale des syndicats d'exploitants agricoles (FNSEA), notamment Michel Debatisse, son secrétaire général, auprès de qui il devient chargé de mission pour les affaires économiques. Il y reste jusqu’en 1970 où, à la suite d'un conflit idéologique, il quitte la FNSEA.
Il entame alors une carrière de chercheur. Déjà chargé de cours à l’université Paris-I, il entre, en 1970, à l’Institut national de la recherche agronomique (INRA) comme assistant de recherche. Il y devient chargé de recherche en 1973, puis maître et directeur de recherche au département d’économie et de sociologie rurale jusqu’en juillet 1981. Ses activités de chercheur donnent lieu à la publication de plusieurs études, notamment sur le syndicalisme, la politique agricole, le statut juridique du paysan, l’élevage et la production laitière. Au-delà de la recherche, Henri Nallet inspire, par ses travaux et avec d’autres chercheurs, les nouveaux courants de la gauche paysanne,.

### Carrière politique
Après la victoire de François Mitterrand à l’élection présidentielle de 1981, c’est en raison de sa connaissance du monde agricole et fort de son engagement militant, qu'il devient conseiller officieux d'Édith Cresson, nouvelle ministre de l’Agriculture. Il est très vite appelé par le président de la République à l'Élysée, où il devient conseiller technique, par arrêté du 6 juillet 1981, chargé des questions agricoles, des problèmes communautaires et de la pêche. Les dossiers de l’environnement lui sont également confiés en 1984. Pendant cette période, il suit pour le compte du président de la République tous les dossiers agricoles, assure les relations avec les organisations professionnelles et, participe avec Roland Dumas, alors ministre des Affaires étrangères, aux négociations de l'élargissement de la CEE à l'Espagne et au Portugal.
Début avril 1985, François Mitterrand le choisit comme ministre de l'Agriculture pour succéder à Michel Rocard, qui vient de démissionner. La presse de l’époque souligne cette nomination étonnante, Henri Nallet, alors inconnu des Français, faisant bien plus figure de « technicien doué du sens politique » que de « politique », comme le note Le Monde du 6 avril 1985 (il ne rejoindra officiellement le PS qu'en 1987). De l’année qu’il passe au ministère de l'Agriculture, on retient la pacification des relations du pouvoir avec les organisations professionnelles agricoles et le soutien qu’il apporte dès ses débuts à la création par Coluche des Restos du cœur.
À la suite de la victoire de la droite aux législatives du 16 mars 1986, Henri Nallet cède son portefeuille à François Guillaume, tout en étant élu député de l'Yonne. Il avait songé initialement à se présenter dans la Manche, département d’origine de son épouse, où le tissu militant ainsi que la fédération PS l’avaient sollicité comme candidat, mais Pierre Joxe l’avait alors convaincu de se présenter en Bourgogne, région où il n'avait aucune attache. C'est pourtant là que se déroulera l’ensemble de sa carrière politique locale. Malgré l'alternance, l'ancien ministre conserve jusqu’en juin 1987 ses fonctions de président du Conseil mondial de l'alimentation (CMA), et continue de s'intéresser aux grands débats de la politique agricole.
En 1988 après la réélection de François Mitterrand à la présidentielle, dont il a été le trésorier de campagne, Henri Nallet retrouve le ministère de l'Agriculture, auquel est ajouté le portefeuille de la Forêt. Il devient donc « ministre de l'Agriculture et de la Forêt ». Bien que vainqueur aux élections législatives qui suivent, il cède son siège de député à son suppléant, Léo Grézard. Henri Nallet poursuit au ministère de l’Agriculture les réformes qu’il avait entreprises en 1985. Il fait voter plusieurs lois agricoles importantes dont celle qui généralise les « appellations d’origine contrôlée ». Il s'investit dans le pilotage de l’enseignement agricole et devient un expert reconnu de la négociation communautaire.
L'année 1990 voit s'accroître la place d'Henri Nallet au sein du gouvernement. Le 2 octobre, lors d'un remaniement ministériel, celui-ci devient, en effet, Garde des Sceaux, ministre de la Justice, portefeuille qu'il conserve en mai 1991 dans le gouvernement d'Édith Cresson, et jusqu'à la démission de celle-ci. Après cette date, Henri Nallet se consacre alors principalement à sa carrière politique locale. Il conserve ses mandats de maire de Tonnerre, où il a été élu en 1989, et de conseiller général de l’Yonne (canton de Tonnerre), qu’il détient depuis 1988. En décembre 1992, il est nommé conseiller d'État.
En avril 1991 éclate l'affaire Urba, relative au financement occulte du Parti socialiste français. Le juge d'instruction Thierry Jean-Pierre perquisitionne au siège d'Urba à Paris. Henri Nallet, Garde des Sceaux, dénonce l'action du juge comme « une équipée sauvage » et fait dessaisir le magistrat,.
Il commence ensuite une carrière de consultant européen et international. Entre 1992 et 1994, il rédige successivement deux rapports, destinés l'un à la Banque européenne pour la reconstruction et le développement (BERD), l'autre pour la Commission européenne. Ces travaux portent sur l’Europe, et notamment sur la question de la politique agricole dans le cadre de l’élargissement européen. Des missions plus ponctuelles lui sont également confiées, comme la fonction d'observateur des élections en Palestine, en 1996 pour le compte de l'Union européenne.
Lorsqu'il est à nouveau élu à l’Assemblée nationale en 1997, sa connaissance des institutions européennes lui permet d’être élu président de la délégation de l'Assemblée pour l'Union européenne. À ce titre, il publie plusieurs rapports sur les questions européennes et veille à la transcription de la législation communautaire en droit français. Il préside aussi le comité préparatoire à l'euro. En 1999, il est chargé par Dominique Strauss-Kahn, alors ministre de l'Économie et des Finances et Élisabeth Guigou, ministre de la Justice, d'un rapport sur les grands réseaux pluridisciplinaires.
Parallèlement, Henri Nallet conserve des responsabilités au sein du Parti socialiste dans le domaine des relations internationales. Membre du conseil national du PS, en octobre 1993, puis du bureau national, en décembre 1994, il est choisi pour diriger, en 1995, le groupe des experts sur les questions européennes, internationales et militaires auprès de Lionel Jospin, candidat à la présidence de la République en 2002. De 1997 à 1999, il est secrétaire national du PS, chargé des questions européennes, et, enfin, en 1999, secrétaire national, chargé des relations internationales. Il accède également, en 1998, à la vice-présidence du Parti socialiste européen (PSE).
À la fin des années 1990, il met fin progressivement à sa carrière politique icaunaise. Ainsi en 1998, il laisse son fauteuil de maire de Tonnerre à André Fourcade, son adjoint. L’année suivante, il se démet de son mandat de député, au profit de son suppléant, puis il quitte son siège au conseil général de l'Yonne et au conseil municipal de Tonnerre en 2001.
Outre ses responsabilités publiques, il est vice-président puis président, en 2013, puis président d'honneur, en 2022, de la Fondation Jean-Jaurès et président, entre 2008 et 2012, du conseil scientifique de la Fondation européenne d'études progressistes (FEPS), la fondation du Parti des socialistes européens, où il publie régulièrement des notes et rapports,,. Il est, par ailleurs, depuis plusieurs années membre du comité d'éthique du barreau de Paris. À partir de 2008, il fait partie du conseil d'administration de l'association Droits d'urgence, association à but humanitaire créée en 1995, qui favorise l’accès au droit des plus démunis et participe à la lutte contre l’exclusion.

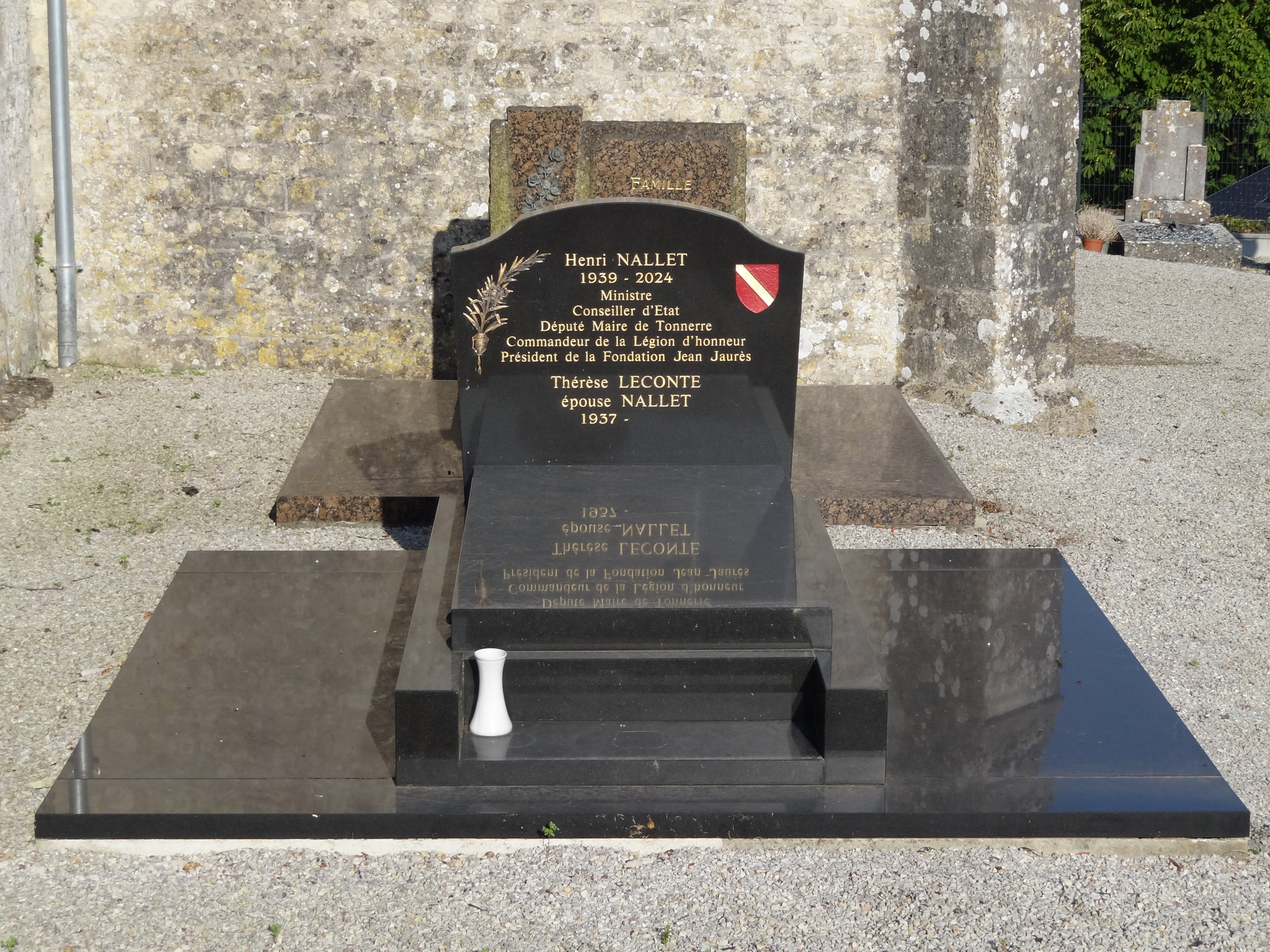
La tombe d'Henri Nallet au cimetière de Liesville-sur-Douve (Manche). Elle arbore le blason de la ville de Tonnerre.

## Polémiques
Entre juin 1997 et décembre 2008, Henri Nallet est employé par le groupe Servier : il est successivement directeur chargé du développement international, directeur général des affaires extérieures et communication, directeur des affaires européennes puis conseiller du président Jacques Servier. À ce titre, il est entendu comme témoin assisté en décembre 2013 dans l'affaire du Mediator, accusé de trafic d'influence. Entre 2009 et 2013, Henri Nallet exerce la fonction de consultant auprès du groupe « pour un revenu annuel très important estimé à 812 000 € ». Son élévation au grade de commandeur de la Légion d'honneur le 14 juillet 2015 suscite des réserves, et sa nomination est mise en suspens : elle semble toutefois bien avoir eu lieu en 2021.

## Décorations
- Commandeur de la Légion d'honneur le 14 juillet 2015 — nomination mise en suspens[28],[25],[24],[29] mais qui, d'après Libération, est effective en 2021[27].
  -  Officier de la Légion d'honneur le 11 juillet 2001
- Commandeur de l'ordre du Mérite agricole, depuis 1986

### Archives
Les archives de Henri Nallet sont conservées aux Archives nationales et forment le fonds 108/AJ.